# Park (film)
Park is een Amerikaanse zwarte komedie uit 2006 onder regie van Kurt Voelker, die het verhaal zelf schreef. De film won in eigen land vier filmprijzen.

## Verhaal
Op een doorsnee dag komen in een park in Los Angeles verschillende mensen met verschillende motieven aan. Terwijl hun levens met elkaar vermengd raken, krijgen ze stuk voor stuk te maken met een onverwachte gebeurtenis.
- April (Dagney Kerr) is in haar eentje naar het park gekomen om zichzelf van het leven te beroven. Dit gaat haar niet al te gemakkelijk af.
- Ian (David Fenner) en Krysta (Izabella Miko) werken als dierenverzorgers en komen met de bus naar het park tijdens de lunchpauze. Terwijl hij haar daar de liefde wil verklaren, is zij van plan een nummertje te gaan maken met Dennis (William Baldwin), die idolaat is van zijn grote wagen, ter compensatie van andere lichamelijke tekortkomingen.
- Wat Dennis niet weet, is dat hij bespied wordt door zijn gefrustreerde echtgenote Peggy (Ricki Lake) - die hem verdenkt van vreemdgaan - en haar naar een man hunkerende vriendin Claire (Cheri Oteri).
- Ondertussen bevinden de jongeren Nathan (Trent Ford), Babar (Maulik Pancholy), Meredith (Anne Dudek) en Sheryl (Melanie Lynskey) zich in een busje. De meisjes denken dat ze jongens gaan onthullen dat ze homoseksueel zijn, maar deze verklaren in plaats daarvan nudist te zijn.

## Rolverdeling
| Acteur                 | Personage |
| ---------------------- | --------- |
| William Baldwin        | Dennis    |
| Ricki Lake             | Peggy     |
| Cheri Oteri            | Claire    |
| Melanie Lynskey        | Sheryl    |
| Izabella Miko          | Krysta    |
| Anne Dudek             | Meredith  |
| Trent Ford             | Nathan    |
| Maulik Pancholy        | Babar     |
| David Fenner           | Ian       |
| Dagney Kerr            | April     |
| Anthony 'Treach' Criss | Darnell   |
| Francesco Quinn        | Javier    |